# Algiers (Band)
Algiers ist eine US-amerikanische Rockband aus Atlanta, Georgia. 

## Geschichte
Fisher, Mahan und Tesche machten bereits als Kinder in Atlanta, Georgia, gemeinsam Musik. Offiziell gegründet wurde die Band im Jahr 2007 in London. Der Bandname Algiers ist als eine Metapher für den antikolonialistischen Aufstand zu verstehen. Er symbolisiert einen Ort, in dem sich Gewalt, Rassismus, Widerstand und Religion vermischen.
Die Band veröffentlichte ihre erste Single Blood im Januar 2012 über das in Atlanta ansässige Label Double Phantom.
Das selbstbetitelte Debütalbum der Band wurde am 2. Juni 2015 bei Matador Records veröffentlicht. Im Jahr 2015, kurz vor der Albumveröffentlichung, trat die Band im Vorprogramm von Interpol auf deren Nordamerika-Tour auf. Seit 2015 sitzt der frühere Bloc-Party-Drummer Matt Tong für die Band am Schlagzeug.
2017 veröffentlichte die Band das Album The Underside of Power, dessen Sound der Radiosender ByteFM wie den des 2020er Nachfolgers There Is No Year als „Endzeit-Post-Punk-Industrial-Gospel“ beschreibt.

## Diskografie

### Alben
- 2015: Algiers (Matador)
- 2017: The Underside of Power (Matador)
- 2020: There Is No Year (Matador)
- 2023: Shook (Matador)

### EPs und Singles
- 2012: Blood / Black Eunuch (Double Phantom Records)
- 2015: Mute Studio Sessions (Matador)
- 2017: Walk Like a Panther (Matador)
- 2017: Blood / Black Eunuch (Geographic North)